# Agaricus pseudopratensis
Agaric faux-champêtre, Rosé des fous
Espèce
Agaricus pseudopratensis, l'Agaric faux-champêtre ou Rosé des fous, est une espèce de champignon (Fungi) basidiomycète du genre Agaricus dans la famille des Agaricaceae. C'est une espèce toxique qui est caractérisée par son chapeau blanchâtre finement méchuleux et sa chair à la base du stipe faiblement jaunissante. 

## Taxonomie
Le nom correct complet (avec auteur) de ce taxon est Agaricus pseudopratensis (Bohus) Wasser.
L'espèce a été initialement classée dans le genre Psalliota sous le basionyme Psalliota pseudopratensis Bohus.

### Synonymes
Agaricus pseudopratensis a pour synonymes :
- Agaricus pseudopratensis var. niveus Bohus
- Agaricus pseudopratensis var. pseudopratensis
- Psalliota pseudopratensis Bohus

### Étymologie
L'épithète spécifique pseudopratensis signifie "pseudo" = faux et "pratensis" = des prés ou champêtre. Faisant allusion à sa ressemblance avec l'Agaric champêtre.

### Noms vulgaires et vernaculaires
Ce taxon porte en français les noms vernaculaires ou normalisés suivants : Agaric faux champêtre, Faux Agaric des prés, Rosé des fous.

## Description du sporophore
C'est un champignon qui présente un pied et un chapeau. Le pied est central. Sous le chapeau, l'hyménophore est constitué de lames libres.
Son chapeau est de couleur blanchâtre, blanc sale, gris cendre à bistre sépia sur fond pâle, finement méchuleux et cilié radialement, de texture remarquablement soyeuse sur exemplaires frais.
L'hyménophore est fait de lames libres, roses puis brunes,.
Son stipe est blanc, un peu tronconique car remarquablement rétréci sous l'anneau jusqu'à la base, orné d'un anneau pulpeux bistre sépia et crénelé, muni à sa face inférieure de quelques flocons marginaux, peu étendu, mais tout de même mieux formé que celui d'A. campestris.
La chair est assez ferme, faiblement jaunissante à la coupe, presque uniquement à la base du stipe, puis lentement rouge vineux par oxydation. Son odeur est légèrement phénolique ou iodée mais nette.

### Caractéristiques microscopiques
Ses spores mesurent 5 à 7 µm x 4 à 5,5 µm, elles sont de forme ovoïde.

## Galerie

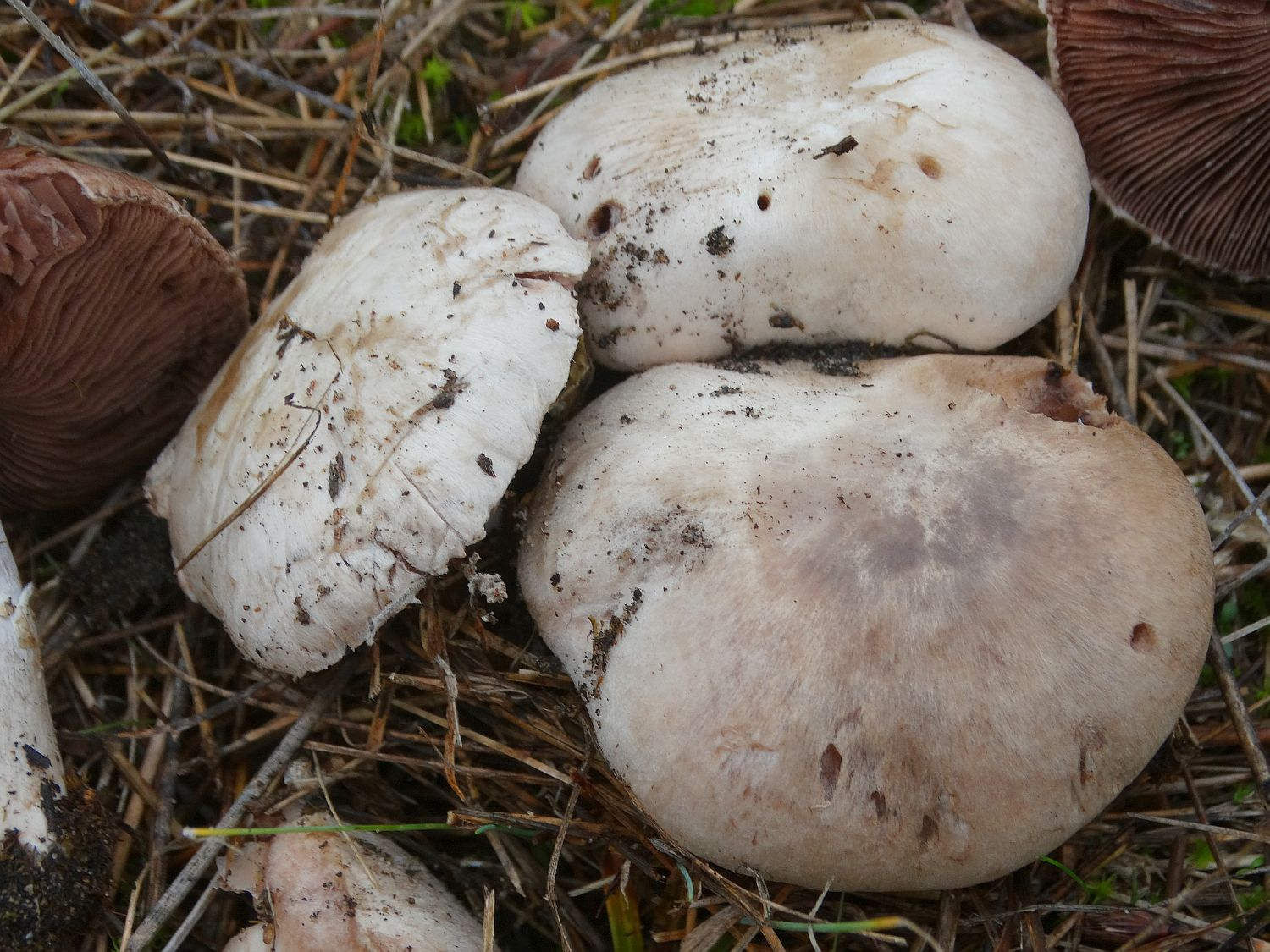
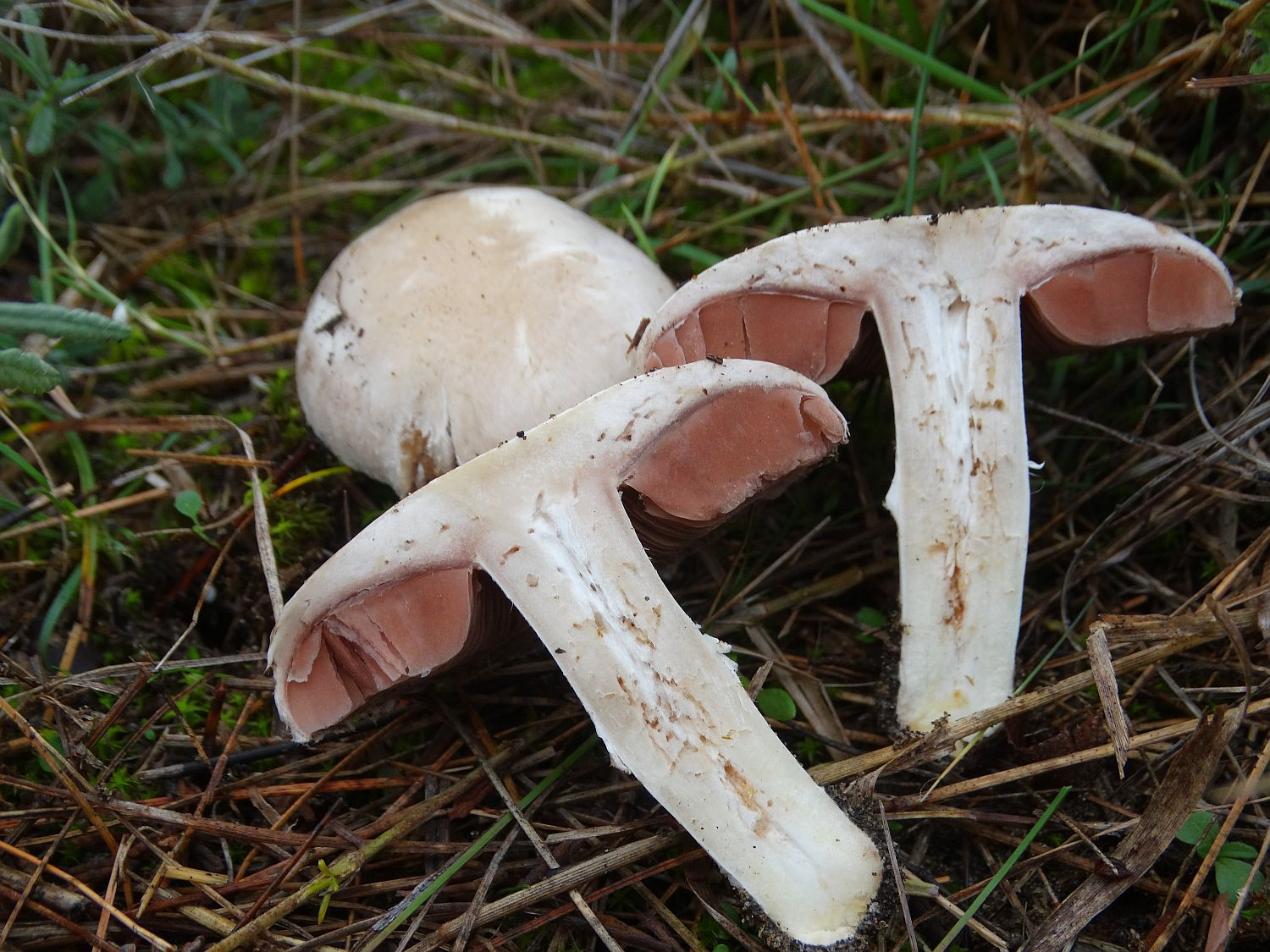
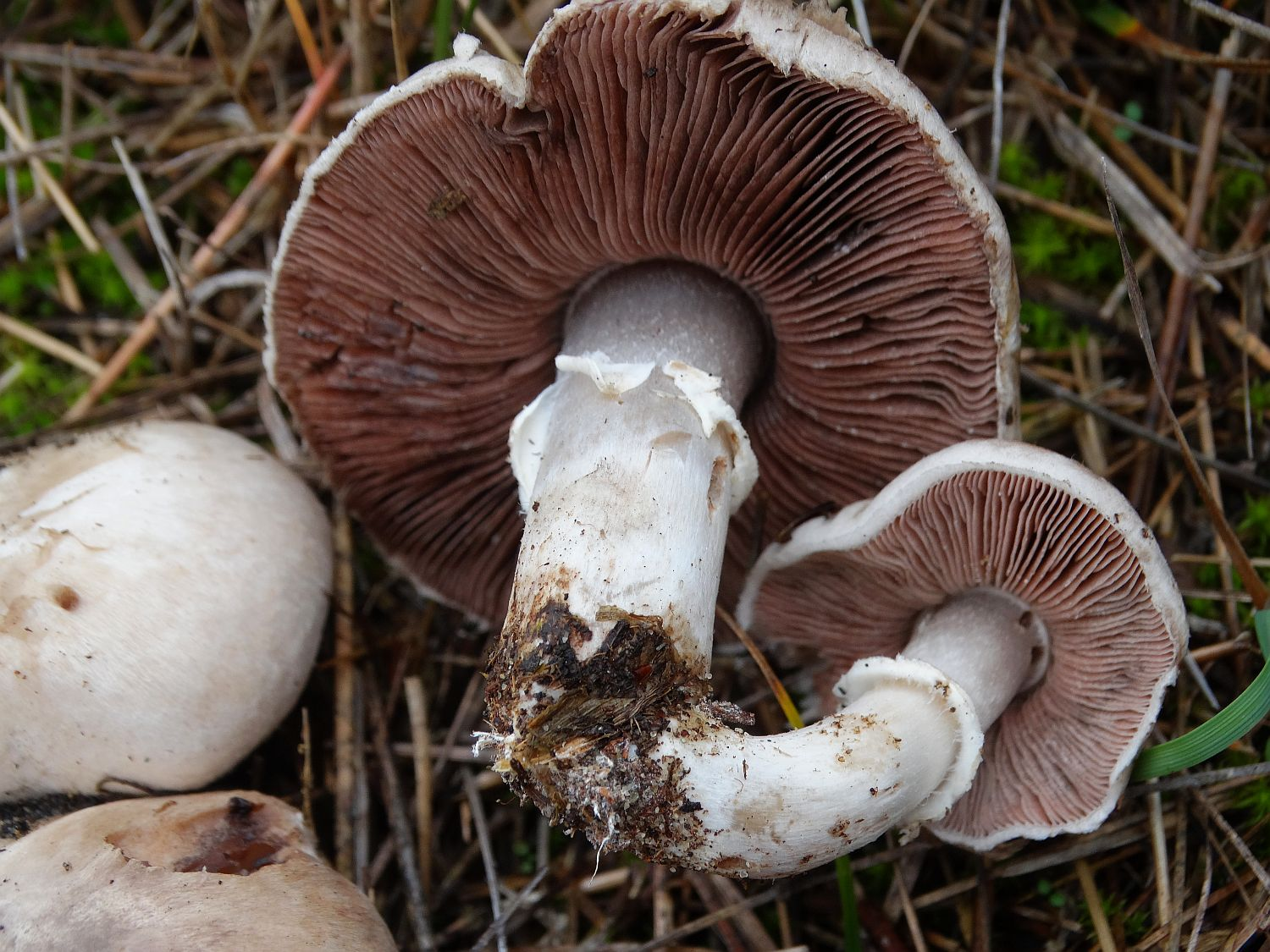
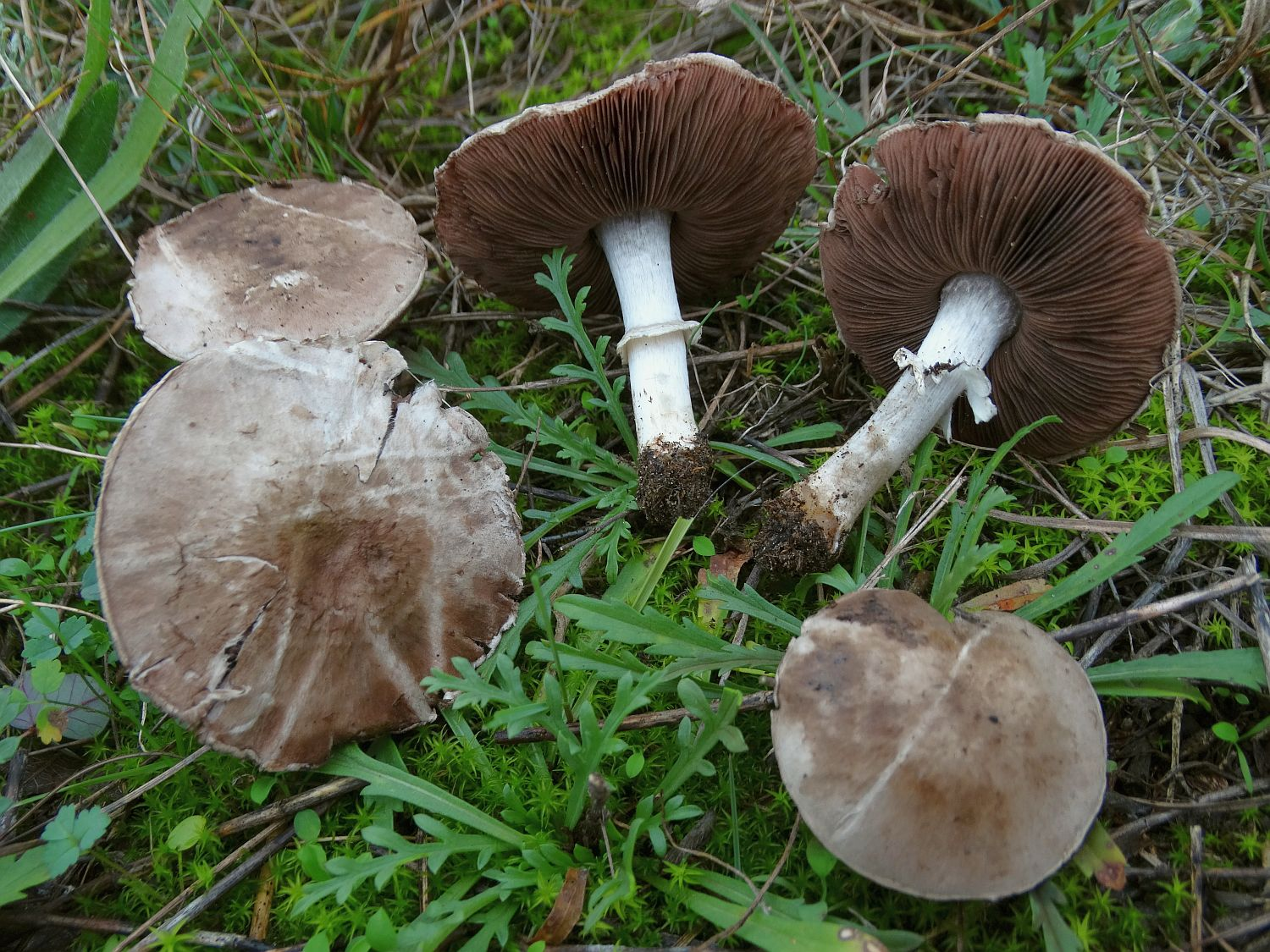
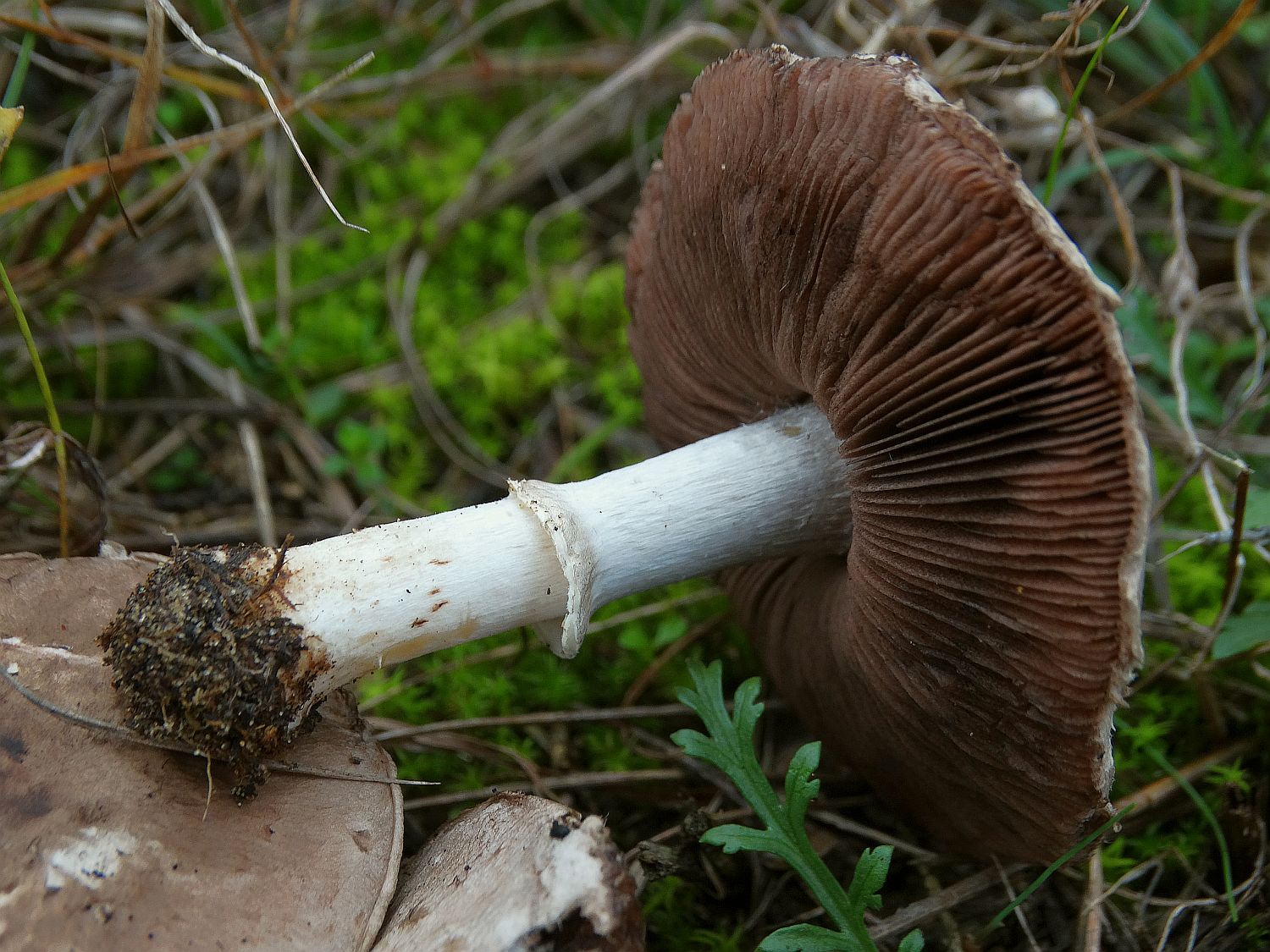
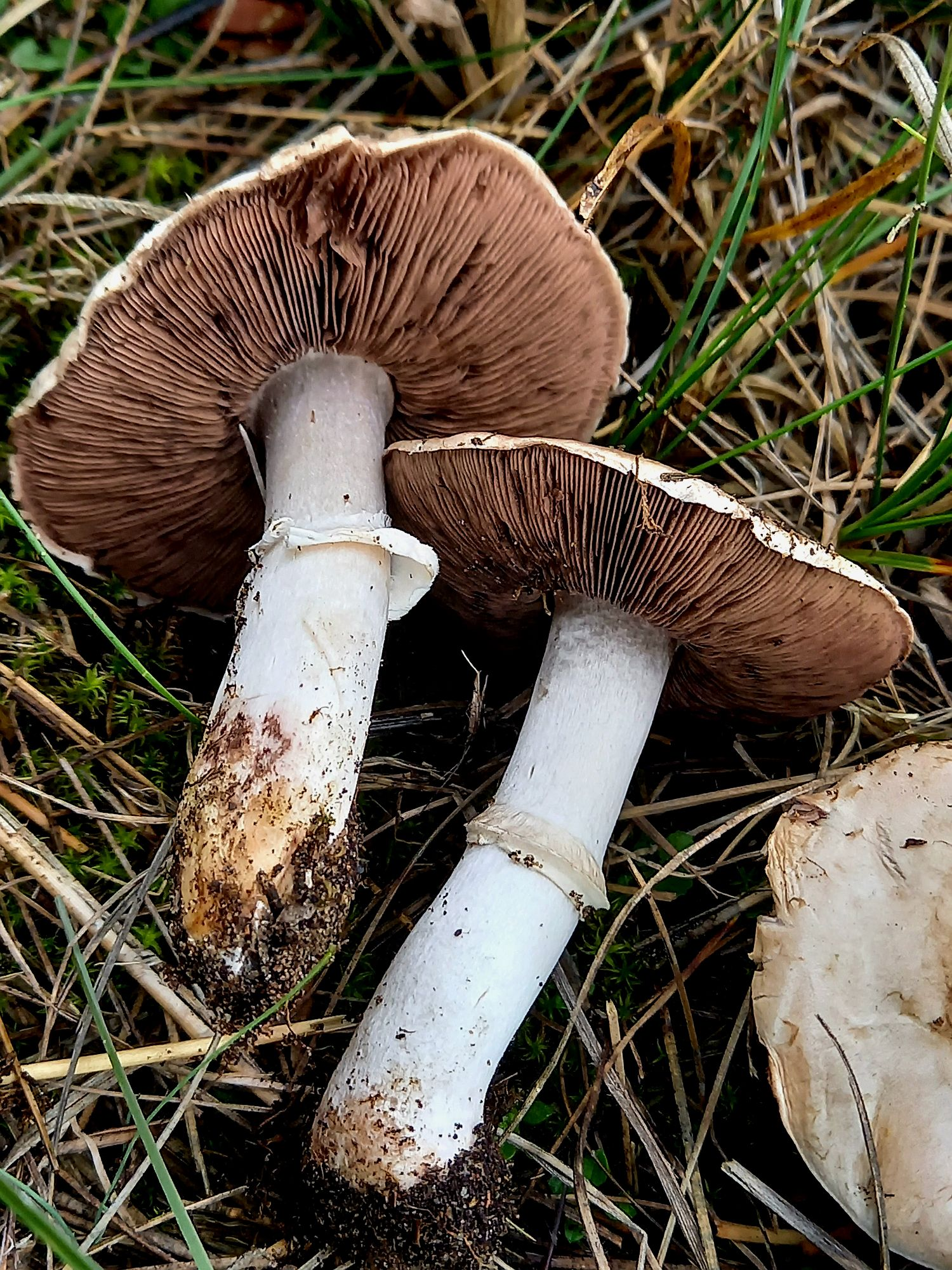
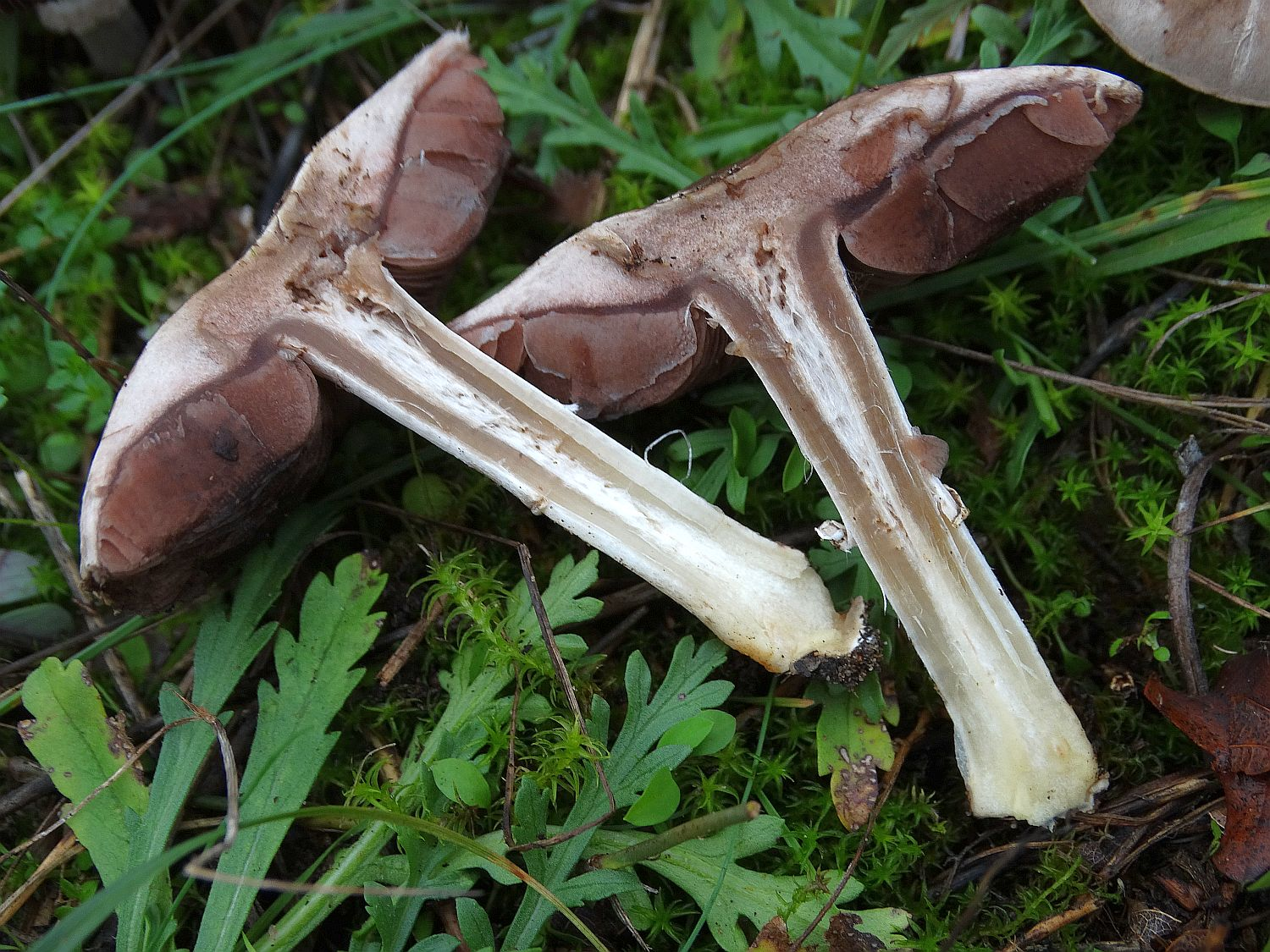
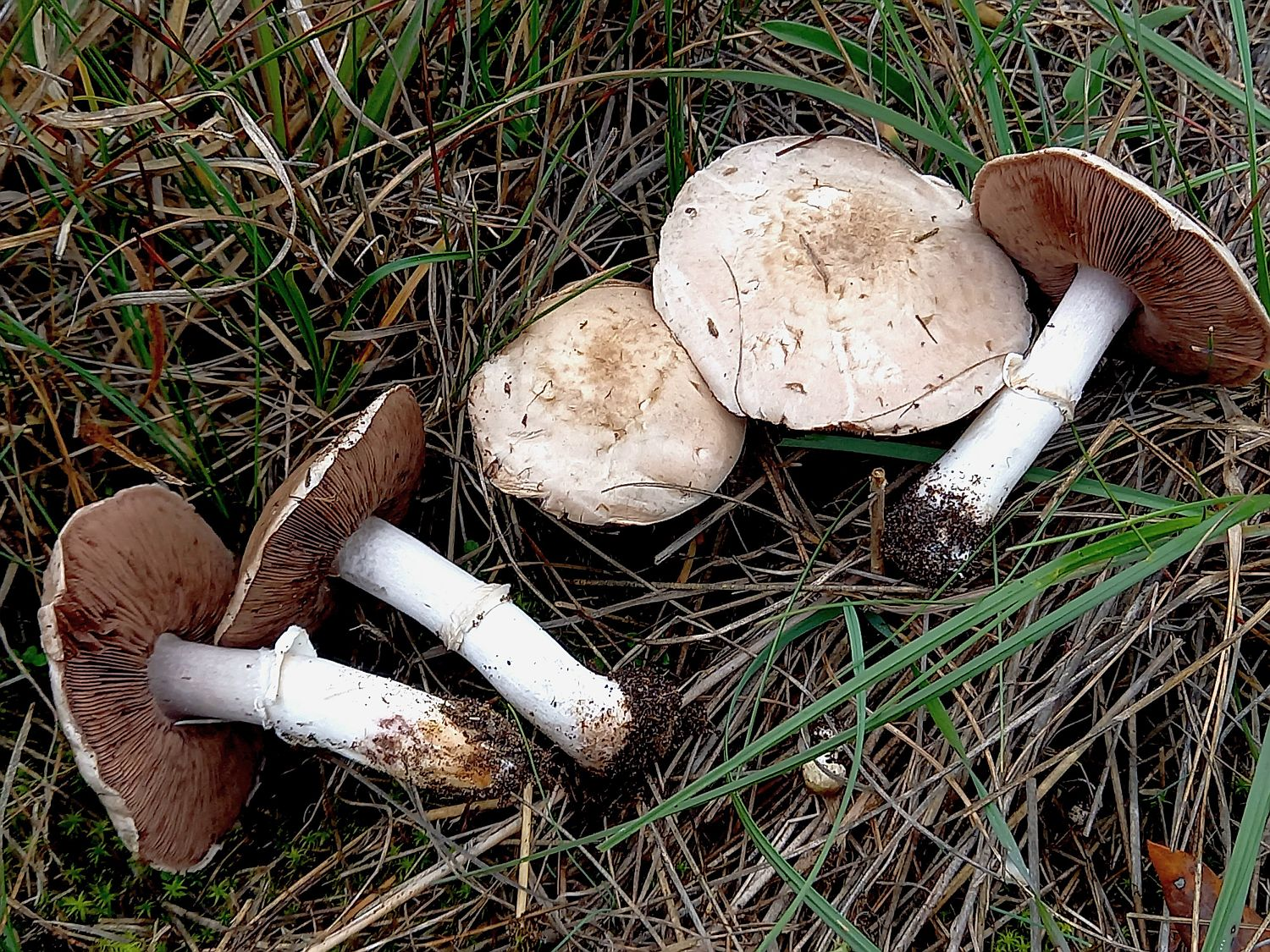
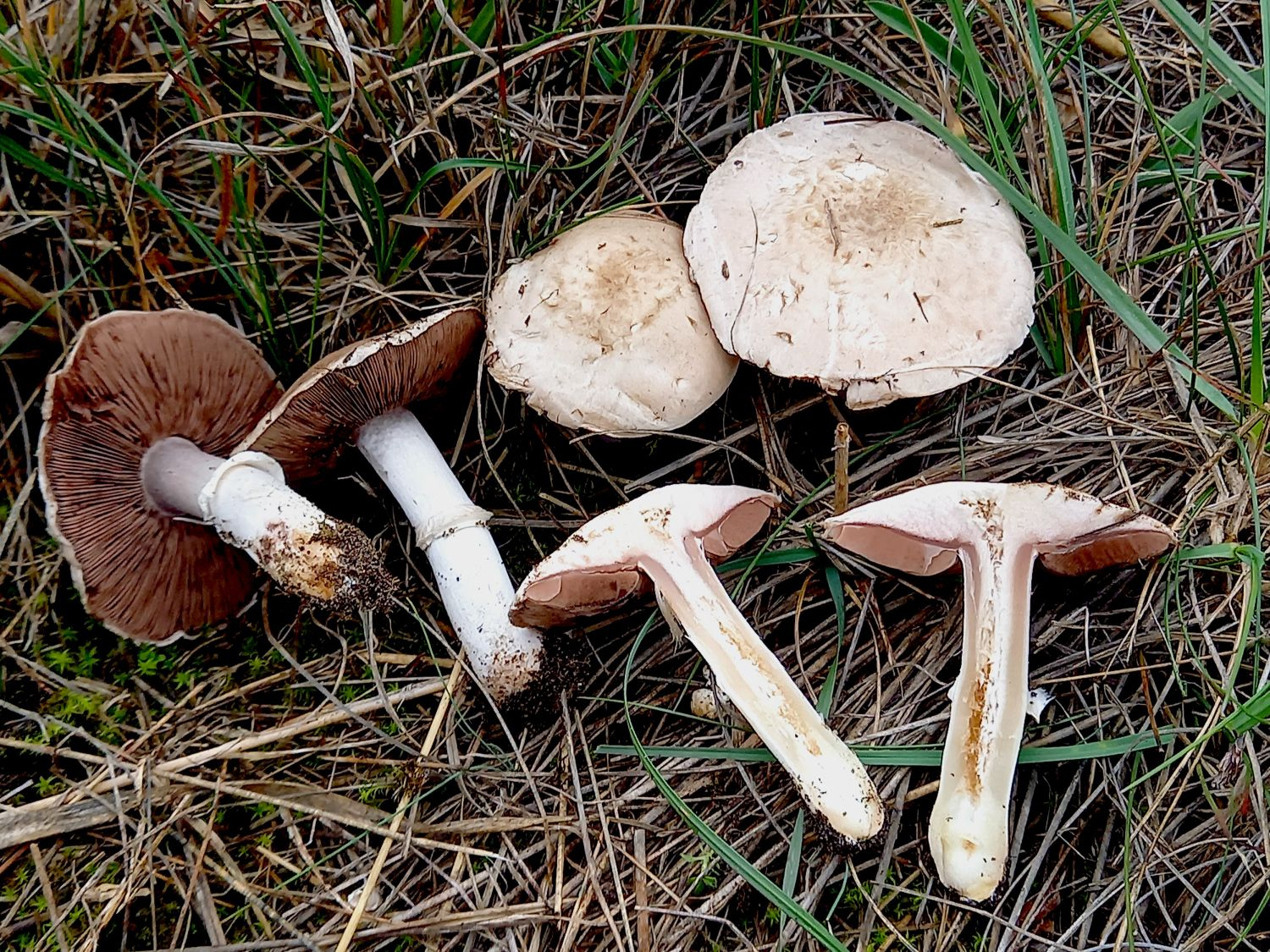

## Variétés et formes
- Agaricus pseudopratensis var. niveus est une forme aux squamules du chapeau de couleur blanc de neige.

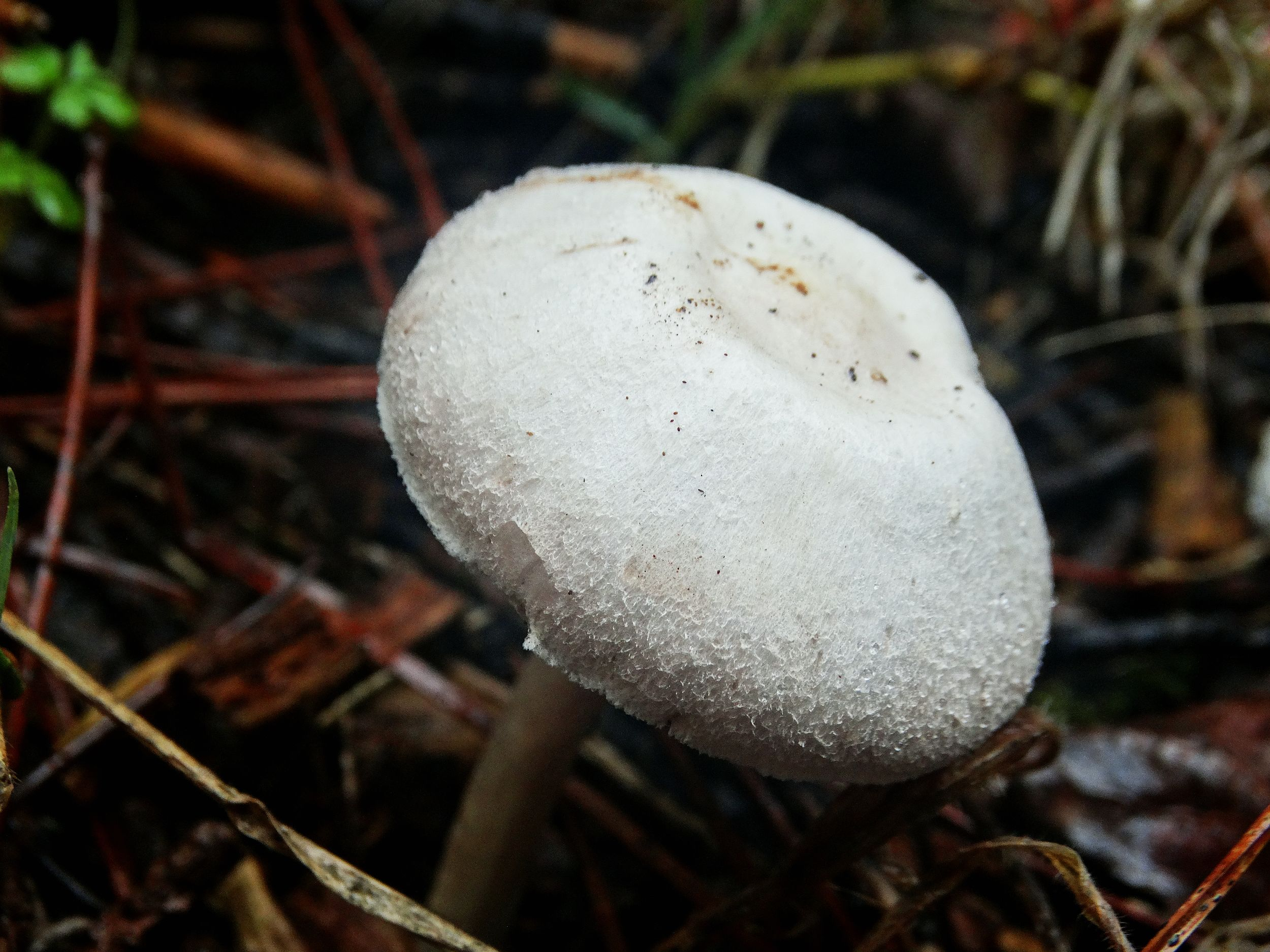
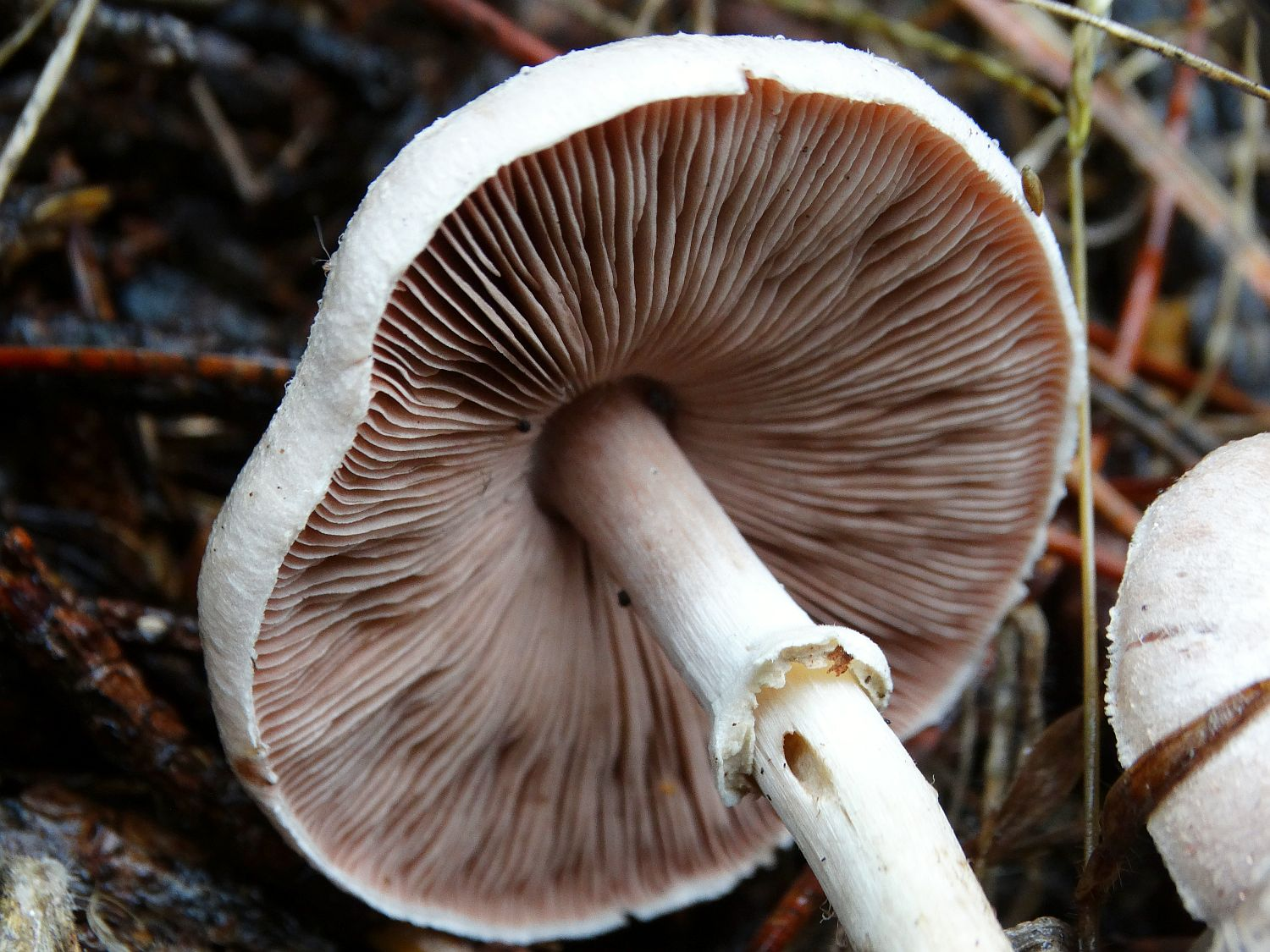
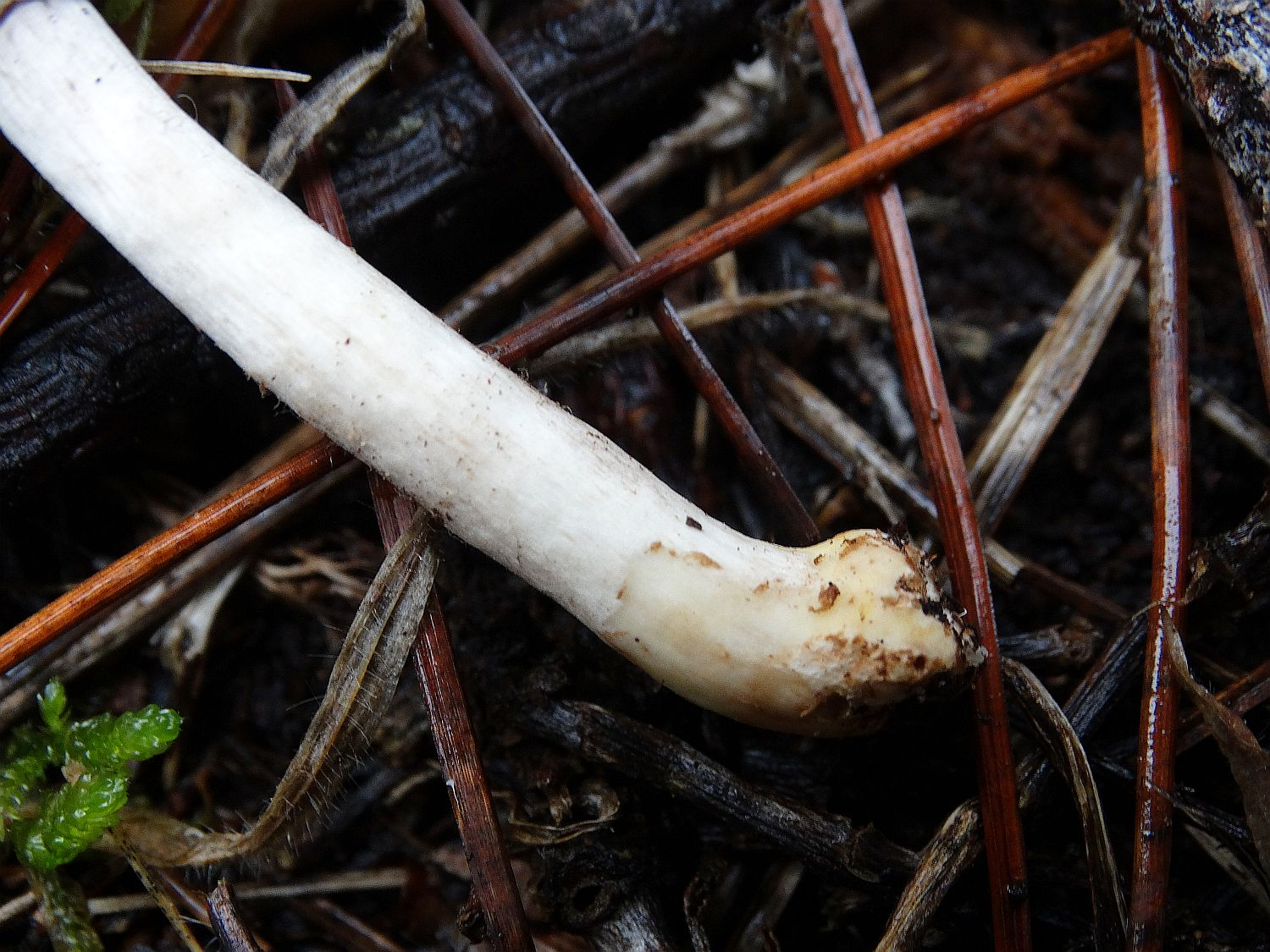
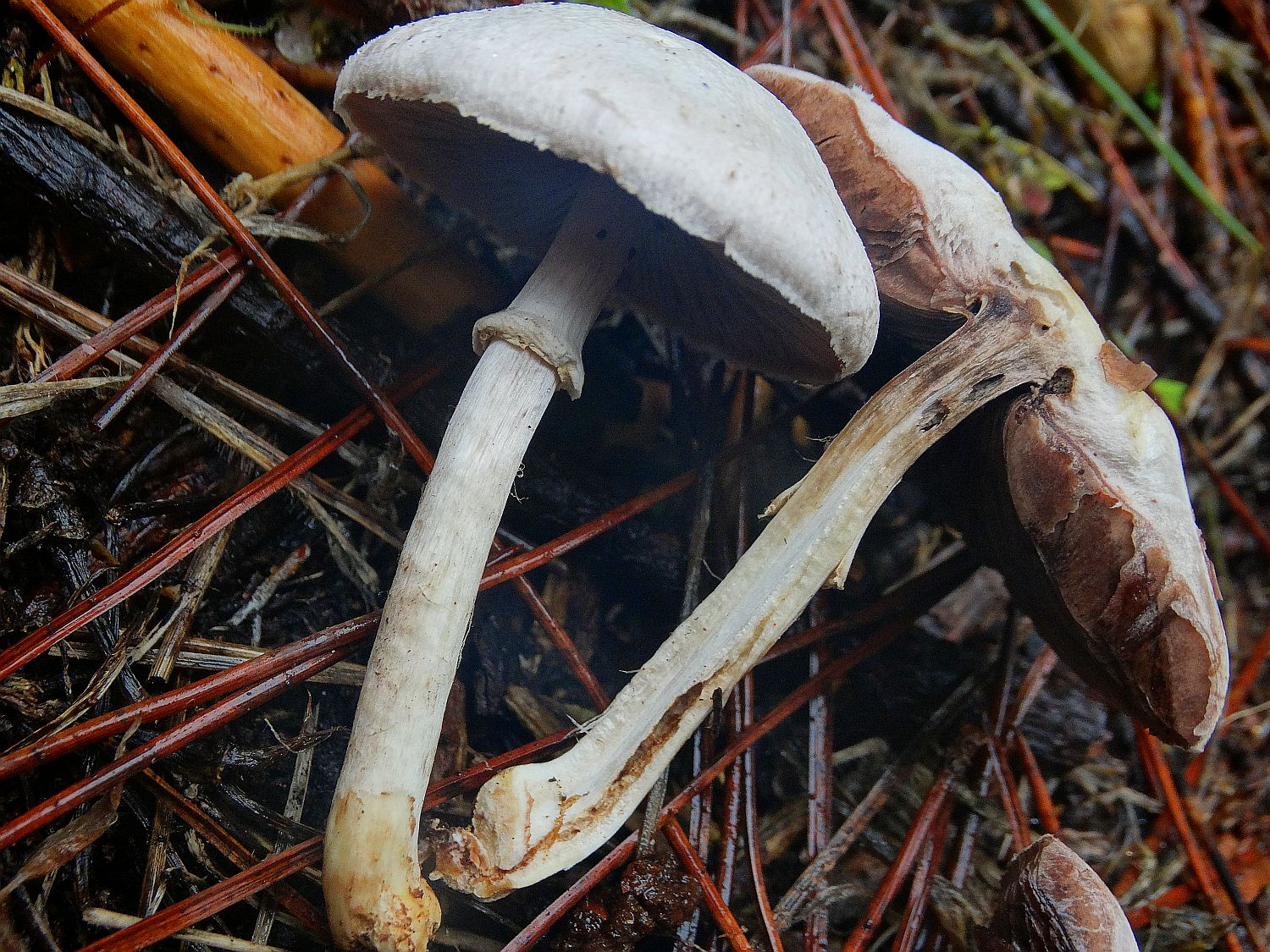
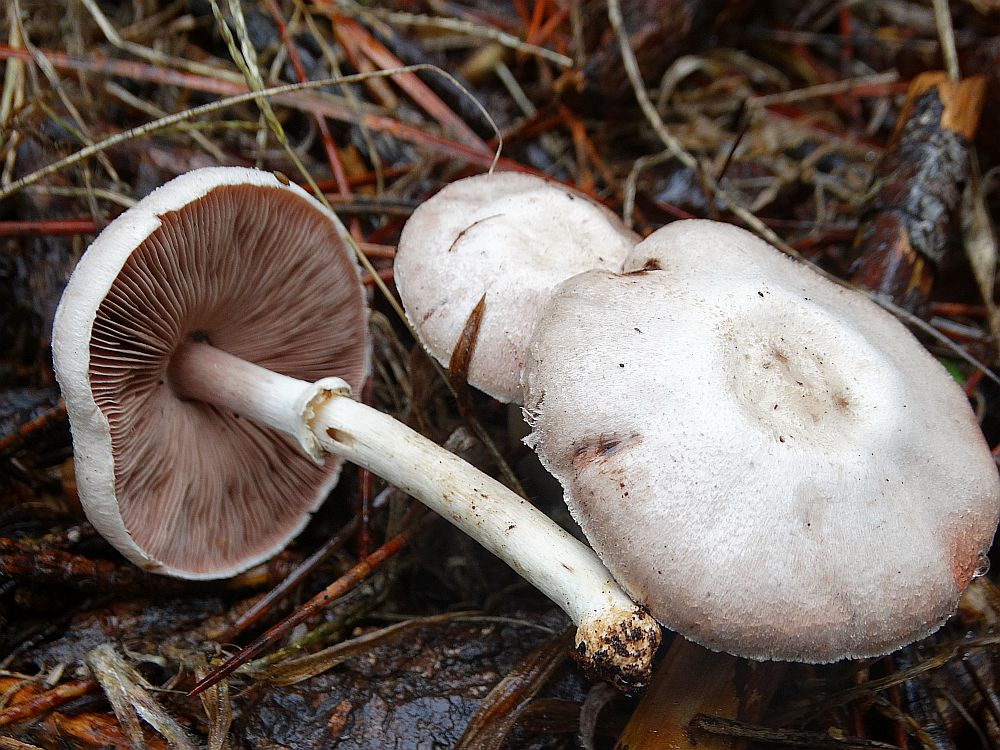

## Habitat et distribution
C'est une espèce venant dans les prairies et les forêts de conifères, sur sols sablonneux, dans les pelouses dunaires stabilisées et rudéralisées, de l'été à l'automne.

## Toxicité
L'Agaric faux-champêtre est une espèce toxique.

## Confusions possibles
- Le Rosé des prés (Agaricus campestris), à l'anneau encore plus mal formé et discret, au chapeau mois sale et ne jaunissant pas du tout.
- L'Agaric jaunissant (Agaricus xanthodermus), plus élancé, au chapeau généralement moins méchuleux, à l'anneau très ample, au pied en bulbe et à la chair fortement jaunissante.
- Le Petit Agaric jaunissant (Agaricus xanthodermulus), moins trapu et moins ferme, à l'anneau plus ample et moins oblitéré, aux spores elliptiques.
- L'Agaric petit tigré (Agaricus parvitigrinus), moins trapu et moins ferme, aux squamules plus foncées et fines, mieux définies.